# Persoonsverheerlijking

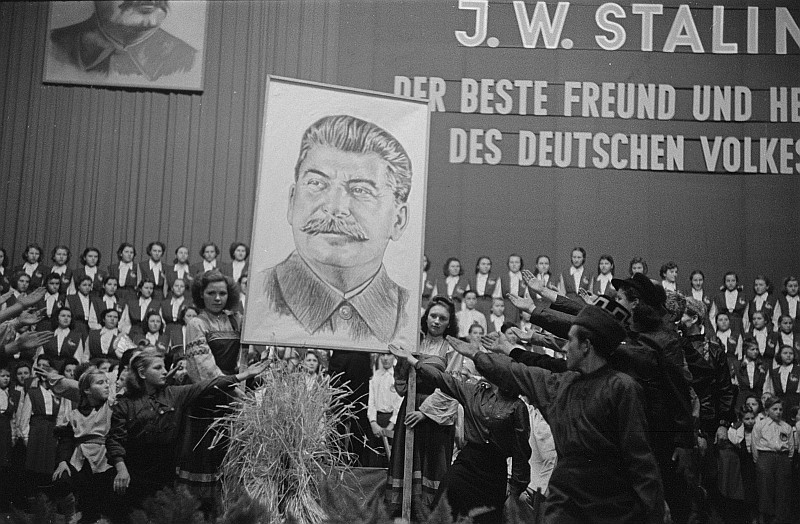
Persoonsverheerlijking van Stalin in de DDR

Persoonsverheerlijking is het ophemelen en idealiseren van iemand.
Persoonsverheerlijking heeft vaak een religieuze connotatie, waarbij vaak een cultus ontstaat rond deze persoon die wordt verheerlijkt of zelfs aanbeden. Specifiek daarvoor bestaat de term personencultus. Het synoniem idolatrie slaat oorspronkelijk enkel op religieuze verafgoding, maar werd in de loop der tijd breder en informeler gebruikt.
Deze term wordt zowel in positieve als in negatieve zin gebruikt in verband met leiders van bepaalde religieuze stromingen, martelaren, maar ook popartiesten, en ook autoritaire leiders van dictaturen.

## Vergoddelijking
In de Oudheid lieten polytheïstische vormen van heidendom niet zelden toe één of meer politieke leiders, doorgaans de heersende vorst of diens hele dynastie, tot een letterlijk goddelijke status te verheffen (apotheose), naast een aantal mythische figuren die door de goden zelf wegens in alle betekenissen mythische verdiensten in het officieel pantheon werden opgenomen, zoals Asklepios, zij het vooral halfgoden zoals Hercules. De farao kan gelden als prototype van de 'levende god', met als tegenhanger in de Nieuwe Wereld de Grote Inca, eveneens beschouwd als incarnatie van de zonnegod. Toch kan zelfs het behoud van de sacrale status niet verhinderen dat bijvoorbeeld de keizers van Japan politiek buitenspel worden gezet door de shogun, een generalissimo die een eigen dynastie sticht.
In het oude Rome werd de wettelijke status divus, vergoddelijkt mens, door de senaat postuum verleend, en gaf recht op een officiële staatscultus. Dit werd gangbare praktijk voor de keizers tot de kerstening van het Romeinse rijk. In de christelijke theologie is het idee van theosis belangrijk: mensen kunnen eigenschappen van God overnemen en min of meer met hem 'samenvloeien'.

## Seculiere politiek
Ook in uitdrukkelijk wereldlijke, zich vaak zelfs tegen een door staatsgodsdienst gekleurd verleden afzettende regimes, waar de religieuze terminologie wegvalt, kan een soortgelijke verering bestaan voor cruciale staatslieden, in het bijzonder de stichter (zoals Atatürk, de 'vader' van de republiek, in modern Turkije), die dan vader des vaderlands heet. Soms wordt elke opeenvolgende leider vereerd, zoals in de stalinistische vorm van communisme. In het geval van Noord-Korea leidt dit zelfs tot een feitelijke dynastie van 'onfeilbare' staats- en partijleiders, die wel elk een eigen officiële koosnaam krijgen. De stichter, Kim Il-sung, heeft zelfs een bijna goddelijke status gekregen en bezit de titel 'Eeuwig President'.

## Popcultuur
Daarnaast worden ook sommige mensen in de filmindustrie, sport, muziek en dergelijke verheerlijkt of aanbeden. Voorbeelden hiervan zijn Elvis Presley, The Beatles in de jaren zestig en Doe Maar in Nederland in de jaren tachtig. Idolen kunnen niet bestaan zonder hun fans. Deze kunnen zeer ver gaan in hun drang het voor hen vaak juist onbereikbare idool toch ooit eens te ontmoeten en te spreken te krijgen. 
Een bekend voorbeeld werd de Nederlandse schrijver Boudewijn Büch, auteur van onder meer Brieven aan Mick Jagger, die als maker van een televisieprogramma zelf in november 1987 erin slaagde te bewerkstelligen dat zijn lang gekoesterde wens in vervulling ging de Britse popzanger Mick Jagger te ontmoeten, hem te interviewen en herinneringen op te halen aan het eerste tumultueus verlopen optreden van de Rolling Stones in Nederland, dat hij in 1964 als 15-jarige scholier had meegemaakt.